# Mohó algoritmus

Mohó algoritmussal gyorsan meghatározható a legkevesebb pénzérme, amivel ki lehet az aprót fizetni. A legnagyobb értékű érme, amivel ki lehet fizetni a megmaradt összeget, a helyi optimum.

Gyengeség 1.: Haszonkereső feladat: ha a piros úton mindig csak az éppen legnagyobb értéket választja, a mohó algoritmus nem biztos hogy megtalálja tényleg (abszolút) legnagyobb értéket (zöld út).

Gyengeség 2.:Analitikai értelmezés: Az "A" pontból indulva a mohó algoritmus az "m" felé fog törekedni. A nagyobb meredekség nem jelenti automatikusan a magasabb csúcsot.

A mohó algoritmus vagy greedy algoritmus az a problémamegoldó algoritmus, amely helyi optimumok megvalósításával próbálja megtalálni a globális optimumot. Ez például az utazó ügynök problémájaként ismert feladatban azt jelenti, hogy minden állomásról a legközelebbi, addig még nem látogatott városba fog utazni az ügynök.
Általánosan öt pillérre támaszkodik:
- egy halmazból veszi a jelölteket, amelyekkel felállítja a megoldáshalmazt
- egy kiválasztó függvény, amely a legjobb jelöltet választja ki a megoldás reményében
- egy lehetőségvizsgáló függvény, amely megnézi, hogy egy jelölt alkalmas-e a megoldásra
- egy célfüggvény, amely egy értéket megoldásnak, vagy részleges megoldásnak jelöl
- egy megoldásfüggvény, amely jelzi, ha megtaláltuk a teljes megoldást.

A módszer jól alkalmazható néhány matematikai probléma megoldásában, de nem garantálja sok probléma megoldását.

## Példák
- Az utazó ügynök problémájaként ismert feladat: Minden állomásról a legközelebbi, addig még nem látogatott városba utazva bejárni a városokat a legrövidebb útvonalon.
- Kruskal-algoritmus: Egy összefüggő gráf éleihez hozzárendelnek egy szigorúan pozitív számot, az úgynevezett költséget. Meg kell határozni a minimális feszítőfát a csúcsok között.
- Dijkstra-algoritmus: egy mohó algoritmus, amivel irányított vagy irányítás nélküli gráfokban lehet megkeresni a legrövidebb utakat egy adott csúcspontból kiindulva.

## Alkalmazásai
A mohó algoritmusok igen jól teljesítenek, ahol gyors és kis számítási kapacitású keresést kell megvalósítani, ellenben egyetlen megoldást adnak alternatívák nélkül. Bonyolult állapotterek esetén minimális javulást eredményezhetnek.
- Huffman-kódolás az adattömörítésben
- Erdős–Straus-sejtés a matematikában

## Fordítás
- Ez a szócikk részben vagy egészben  a   Greedy algorithm című angol Wikipédia-szócikk ezen változatának fordításán alapul.  Az eredeti cikk szerkesztőit annak laptörténete sorolja fel. Ez a jelzés csupán a megfogalmazás eredetét és a szerzői jogokat jelzi, nem szolgál a cikkben szereplő információk forrásmegjelöléseként.